# Argent d'investissement
 (signalé en juin 2025).
Si vous disposez d'ouvrages ou d'articles de référence ou si vous connaissez des sites web de qualité traitant du thème abordé ici, merci de compléter l'article en donnant les références utiles à sa vérifiabilité et en les liant à la section « Notes et références ».
- Archive Wikiwix
- Bing
- Cairn
- DuckDuckGo
- E. Universalis
- Gallica
- Google
- G. Books
- G. News
- G. Scholar
- Persée
- Qwant
- (zh) Baidu
- (ru) Yandex
- (wd) trouver des œuvres sur Wikidata

 (janvier 2024).
L’argent d'investissement est de l'argent qui peut être utilisé comme investissement, comme les autres métaux précieux. Il est considéré comme une forme de monnaie et de réserve de valeur depuis plus de 4 000 ans, bien qu’il ait perdu son rôle de monnaie légale dans les pays développés lorsque l’utilisation de l’étalon-argent a pris fin en 1935.
Contrairement à l'or d'investissement et à la l'exception de la numismatique, le lingot d'argent est assujetti à la TVA en Europe.